# Бурхард II (герцог Швабии)
Бу́рхард II (нем. Burchard II; 883 или 884, неизвестно — 29 апреля 926 или 911, Новара, Пьемонт) — маркграф Реции с 911, герцог Швабии с 917, сын Бурхарда I, герцога Швабии, и Лиутгарды Саксонской, дочери Людольфа, герцога Баварии.

## Биография

### Правление
Бурхард происходил из знатного швабского рода Бурхардингеров. Его отец, маркграф Реции Бурхард I, воспользовался слабостью королевской власти во время правления в Восточно-Франкском королевстве малолетнего Людовика IV Дитя и присвоил себе титул герцога Швабии. Но после того, как в 911 году королём был избран герцог Франконии Конрад I, Бурхард I был обвинён в узурпировании королевского авторитета, был признан виновным в государственной измене и казнён. Его сыновья, Бурхард II и Удальрих, были вынуждены бежать к родственникам в Италию.
Бурхард вернулся в Швабию в 914 году. Он обосновался в Хоэнтвиле, где его осадил король Конрад. Осада продолжалась до 915 года, когда Конрад был вынужден отправиться во Франконию, где против него выступил герцог Саксонии Генрих.
Осенью 915 года вернувшийся Бурхард объединился с пфальцграфом Швабии Эрхангером и его братом Бертольдом. Вместе они разбили в битве при Вальвисе армию короля Конрада и захватили в плен епископа Констанца Соломона III. После этого Эрхангер был провозглашен герцогом Швабии.
Вскоре началась жестокая распря между королём и владетельными швабскими и баварскими князьями, сторону которых принял герцог Саксонии Генрих. Король, ища поддержки против мятежных герцогов, обратился за помощью к церкви. В сентябре 916 года в Хоэнальтхейме по инициативе короля Конрада был созван синод, в котором принял участие высший клир Франконии, Швабии и Баварии, а также папский легат. Синод поддержал короля и осудил Эрхангера и Бертольда на пожизненное заключение. Пытаясь примириться с королём, братья прибыли к королевскому двору, однако Конрад вопреки решению синода приказал 21 января 917 года казнить Эрхангера, Бертольда и их племянника Лиуфрида. Несмотря на это, Конраду так и не удалось подчинить верхнюю Германию, где сохранил своё положение герцог Баварии Арнульф, а герцогом Швабии без согласия короля был признан Бурхард.
После смерти короля Конрада Бурхард поддержал в 919 году избрание королём своего двоюродного брата Генриха Саксонского, который признал за Бурхардом титул герцога Швабии. После смерти в этом же году епископа Констанца Соломона III, Бурхард ещё больше увеличил свою власть. Ему удалось распространить своё влияние на Тургау, Цюрихгау, а также на области в Верхнем Рейне. Он, также как и баварский герцог Арнульф, проводил независимую от короля внешнюю политику. При этом король Генрих был вынужден даровать Бурхарду право распоряжаться в Швабии имперской церковью.
В 926 году зять Бурхарда, король Верхней Бургундии и Италии Рудольф II, попросил у герцога Швабии помощи против Гуго Арльского. Бурхард II выступил с армией в его поддержку, однако погиб под стенами Новары. После этого король отдал Швабию не сыну покойного герцога, Бурхарду, а двоюродному брату короля Конрада, Герману I фон Веттерау, женив его на Регелинде, вдове герцога Бурхарда II.

### Брак и дети
Жена: с ок. 904 Регелинда (ум. 958), дочь Эбергарда I, графа в Цюрихгау. Дети:
- Гизелла (ок. 905 — 26 октября 9??), аббатиса в Вальдкирхе; муж: с 919/920 Вернер V (ок. 899 — ок. 935), граф фон Херренберг
- Гиха (ок. 905 — после 950); муж: с 923/925 Герман (ум. после 954), граф в Пфулихгау
- Бурхард III (ок. 906 — 12 ноября 973), герцог Швабии с 954
- Берта (ок. 907 — 2 января 961); 1-й муж: с 921/922 Рудольф II (ок. 880/885 — 11 июля 937), король Верхней Бургундии с 912, король Италии 922—926, король Нижней Бургундии и Арелата с 933; 2-й муж: с 12 декабря 937 Гуго Арльский (ок. 880 — 10 апреля 948), король Италии 926—945, граф Арля ок. 895—928, граф Вьенна ок. 895—926, король Нижней Бургундии 928—933
- Адальрих Святой (ум. после 973), монах в Айнзидельне